# Гейнсвілл (Мен)
Гейнсвілл (англ. Haynesville) — місто (англ. town) в США, в окрузі Арустук штату Мен. Населення — 97 осіб (2020).

## Демографія
Згідно з переписом 2010 року, у місті мешкала 121 особа в 56 домогосподарствах у складі 38 родин. Було 107 помешкань
Расовий склад населення:
| - 98,3 % — білих - 0,8 % — корінних американців |

До двох чи більше рас належало 0,8 %. Частка іспаномовних становила 2,5 % від усіх жителів.
За віковим діапазоном населення розподілялося таким чином: 15,7 % — особи молодші 18 років, 69,4 % — особи у віці 18—64 років, 14,9 % — особи у віці 65 років та старші. Медіана віку мешканця становила 49,5 року. На 100 осіб жіночої статі у місті припадало 124,1 чоловіків;  на 100 жінок у віці від 18 років та старших — 117,0 чоловіків також старших 18 років.
За межею бідності перебувало 4,6 % осіб, у тому числі 0,0 % дітей у віці до 18 років та 33,3 % осіб у віці 65 років та старших.
Цивільне працевлаштоване населення становило 15 осіб. Основні галузі зайнятості: освіта, охорона здоров'я та соціальна допомога — 46,7 %, роздрібна торгівля — 33,3 %, сільське господарство, лісництво, риболовля — 13,3 %.